# Islanders
Islanders (укр. Острів'яни) — казуальна інді-відеогра жанру симулятора містобудування з елементами стратегії та головоломки. Відеогра була розроблена та випущена німецькою компанією з Берліна, GrizzlyGames.
Метою гравця є збір балів, шляхом розбудови острова спорудами, які він отримає, обравши один з двох даних наборів. Аби знову мати можливість обрати один комплект з двох, необхідно зібрати певну кількість балів, які здобуваються залежно від розташування попередньо даних будівель. Розташовуючи споруди, поруч заповнюватиметься шкала, яка при повному заповненні дозволяє перейти на наступний, процедурно згенерований острів, свого роду, новий рівень.
Офіційний випуск відеогри відбувся в сервісі цифрової дистрибуції Steam 4 квітня 2019 року для Microsoft Windows, а сама відеогра отримала офіційний переклад від компанії шістьома мовами (англійською, німецькою, французькою, іспанською, російською та китайською). Islanders отримала схвальні відгуки від критиків і гравців, яким сподобалася надмірно спокійна атмосфера гри та її простота. Після виходу розробники продовжили поліпшувати гру, додаючи нові набори та можливості гравцям. 20 червня того ж року, відеогра стала підтримуватися на MacOS і Linux.

## Ігровий процес
За жанром відеогра є симулятором містобудування, де гравець має зібрати певну кількість балів для проходження на наступний, більший острів, неквапливо розбудовуючи цей острів різноманітними спорудами, набираючи при цьому все більший і більший загальний рахунок.
Гра розпочинається з вибору одного з двох наборів якоїсь галузі (як от, наприклад, «лісозаготівельного набору» чи «фермерського»). Кожен набір дає гравцеві одну чи кілька споруд однієї з галузей, які слід розташувати на острові. Щоб обрати ще один набір необхідно набрати певну кількість балів, розміщуючи споруди від попереднього комплекту, наприклад: для отримання другого набору необхідно здобути двадцять балів. Бали заробляються чи втрачаються залежно від розташування споруд, і саме від цього залежить наскільки далеко зможе просунутися гравець. Хоч в грі кожна споруда дає бали, проте все залежить саме від правильного розміщення, наприклад, розташування млина (8 балів за умовчанням) біля полів (3 бали за одне), збільшить здобуту від млина кількість балів (після розташування поля й млина поодинці було б 11 (8+3), поруч — 15 (8+3+4)), бо млин отримує бонус в +4 бали за кожне розташоване поруч поле, яке, до того ж, також отримує бонус в +2 від інших полів розташованих поруч та в +5, розташовуючи вже поле біля млина, а не навпаки. Тобто, якщо розмістити спочатку млин, а вже до нього доставити поруч поле (8+3+5=16), то гравець отримає більше балів ніж якби все відбулося навпаки (3+8+4=15), так само діє і з кількома полями (8+3+5+3+5+2=26 проти 3+3+2+8+4+4=24). Якщо ж гравець, випадково розмістив споруду в небажаному для себе місці, він може, натиснувши на відповідний вказівник, відкинути зроблену дію, але це можливо лише з попередньою, однією дією. Завчасне планування майбутнього розташування споруд — може значно збільшити шанси на необхідний результат.
Окрім бонусів від споруд того ж набору, будівлі також можуть отримувати додаткові бали й від споруд інших комплектів: той самий млин отримує бонуси не лише від полів, а й від обелісків (+5), складів (+5), центрів міст (+3) та особняків (+2). Окрім додаткових балів, споруди також можуть отримувати й штрафи від розташування, як от кам'яний рудник, який отримує -5 балів за кожну хатинку шамана, розташовану поруч у відведеному радіусі.
У протилежному боці від позначки кількості зароблених та необхідних для отримання нового набору балів розміщена шкала у вигляді скелястого острова, яка заповнюватиметься залежно від зароблених гравцем сумарних балів при проходженні острову. І як тільки, розміщуючи споруди та отримуючи необхідні бали, шкала повністю заповниться, гравець матиме змогу перейти до наступного процедурно згенерованого острова, тобто до такого, який створюється автоматично, а не завчасно розробниками та є особливим у порівнянні з іншими, проте для більшого збору балів, гравець, за власного бажання, може затриматися, не переходячи далі й розбудовувати острів аж до того моменту, як йому не вистачить балів для отримання нового набору. Тобто, якщо ж гравець не здобуває необхідної кількості балів для наступного набору, не маючи при цьому змоги перейти далі, гра закінчується, а кількість зароблених за усе проходження балів стає загальним рахунком гравця. Таким чином гравець може грати достатньо довго, якщо ж йому вдаватиметься розташовувати споруди так, щоб отримувати найбільші бонуси, здобуваючи при цьому необхідні бали.
З оновленням від 20 червня 2019 року, відеогра отримала новий режим для гри, пісочницю, при запуску якої, гравцеві одразу доступні всі присутні у грі споруди, а їх розміщення залежатиме лише від уяви гравця, а не від штрафів чи інших обмежень.

### Острови
Кожен острів на початку є повністю вільним від споруд. Оскільки острови в грі є процедурно згенерованими, вони завжди чимось різнитимуться: один острів може бути зеленим та просторим, другий — скелястим і без дерев, третій — вкритий здебільшого піском, а інший — складатися з дуже малих острівців. Також острови можуть бути вкритими снігом чи із залишками стародавніх руїн. Переходячи на наступний острів, гравець розблоковує нові набори, які можуть принести набагато більше балів, хоч і підвищують ризики програшу для гравця.

### Набори та споруди
Оскільки набори є одним із найголовніших елементів Islanders, розробники приділили немало уваги саме їхній різноманітності, додаючи нові комплекти навіть після виходу гри, разом із новими оновленнями. Самі набори можуть містити як одну споруду, так і кілька одразу, наприклад, як у випадку із «міським» та «рибальським» наборами, де в першому є три споруди, а в другому — лише одна. Здебільшого, споруди мають штрафи від розташування поруч із собі подібними побудовами, але інколи, можуть отримувати й бонуси, як от зі звичайним полем, яке при розташуванні поруч з іншим отримує бонус в +1 бал до загального рахунку, а от розташування поруч двох водограїв, призведе до штрафу в 15 балів. Також, в грі присутні споруди, які мають бали за умовчанням: розташовуючи центр міста серед будівель, що не приноситимуть гравцеві додаткові чи штрафні бали, гравець все одно здобуде 15 додаткових балів, оскільки вони встановлені для споруди за умовчанням.

## Історія
Розробкою відеогри займалася компанія Grizzly Games, яка на момент розробки налічувала лише трьох співробітників. Студія була заснована в місті Берлін, Німеччина, та на своєму рахунку вже мала одну відеогру, Superflight, симулятор польотів на костюмі-крилі, який, після випуску 9 лютого 2017 року, отримав суто схвальні відгуки від спільноти гравців. Перед випуском, 11 березня 2019 року, на офіційному YouTube-каналі Grizzly Games було випущено перший трейлер до Islanders, який продемонстрував основну частину ігрового процесу та оповістив про дату виходу гри. Відеогра була випущена суто на платформі Steam 4 квітня 2019 року для Microsoft Windows, і, як і перша гра компанії, отримала суто схвальні відгуки не лише від гравців, а й від критиків[джерело?]. Також, того ж дня, було випущено трейлер до гри, присвячений випуску, де роз'яснювалися головні особливості Islanders.
20 червня 2019 року водночас із новим оновленням, відеогра стала доступною на MacOS і Linux. Того ж дня, розробники заявили, що виконали майже усі поставлені перед собою цілі в поліпшенні та доповненні відеогри, й скоро будуть готові розпочати новий проєкт.

## Оцінки й відгуки
Відеогра була дуже схвально оцінена критиками й оглядачами різноманітних видань, отримавши досить високі бали та позитивні відгуки на свій рахунок. На вебсайтах-агрегаторах, таких як GameRankigs та Metacritic, Islanders отримала 80 % зі 100 % та 82 бали зі 100 відповідно.
На думку оглядачів та гравців, Islanders відрізняється від більшості відеоігор своєю спокійною атмосферою. Видання PC Gamer у своєму огляді навіть назвало гру ймовірно найспокійнішою стратегією з поміж усіх, коли-небудь випущених. Відеогра також не чинить жодного тиску на гравця та допомагає трохи більше розумітися в плануванні міст, про що було заявлено в коментарі від вебсайту Hardcore Gamer, де Islanders отримала 4 бали з 5. Попри свою неповторність в ігровому процесу, кільком виданням та гравцям відеогра нагадує своїм мінімалізмом Bad North, тактичну стратегію в реальному часі, де гравець має боронити острів від великих орд загарбників, логічно розміщуючи загони власних військ на даному йому острові. На таку схожість було наголошено у коментарі від Kotaku: «…Але мені до вподоби її простота, бо це робить її дуже елегантною. Щось на подобі того, що ми бачили у Bad North — на яку вона дійсно дуже схожа…». Окрім цього, Kotaku також стверджує про неймовірно приємний і гарний дизайн гри, а також про цікаву ідею з переходом саме на процедурно згенеровані острови, «навіть тоді, коли доводить грати в не найкращих умовах, і застрягши на карті, заповненій одними руїнами, це все одно прекрасно…», але оглядач також підмітив, що перехід від острова до острова, робить кожне поселення неначе одноразовим, та таким, яке дуже швидко забудеться з поміж усіх розбудованих гравцем островів: «… кожен різний і інколи тяжко попрощатися з островом, який розбудовував, проте це йде грі швидше на користь …». Як один із плюсів Islanders, видання Polygon зарахувало й приємне враження від розбудови самого острова, підмітивши, що з часом, кожен пустий острів перетворюється на свого роду маленьку цивілізацію.
Також, одним з успішних факторів гри, критики вважають доступну ціну, що дещо поліпшує позиції Islanders перед, наприклад, такими великорозмірними відеоіграми як Anno 1800, симулятора містобудування, розробленого Ubisoft та випущеного 2019 року.
Оглядачі згодилися з тим, що відеогра навряд чи буде до вподоби поціновувачам складних стратегій чи симуляторів містобудування, де необхідно думати не лише про розташування об'єктів, а й про здоров'я та безпеку мешканців, як, наприклад, у SimCity чи Cities: Skylines, чи контролювати кількість видобуваних та виготовлених ресурсів, як в Age of Empires тощо, та з тим, що відеогра може бути дещо занадто повторюваною. Оглядач вебсайту Polygon також зазначив у своєму огляді про те, що було б непогано, якби розробники трохи розширили можливості гравця, давши більший контроль над деякими елементами.

### Продажі
На травень 2019 року стало відомо, що відеогра була однією з 20 найпродаваніших відеоігор, випущених у квітні того ж року на платформі Steam.